# Березница (Городищенская волость)
Березница — деревня в Островском районе Псковской области. Входит в состав Островской волости.
Расположена на правом берегу реки Великая, в 23 км к югу от центра города Остров.
| 2001 | 2002 | 2010 |
| ---- | ---- | ---- |
| 22   | ↘16  | ↘7   |

## История
Деревня до апреля 2015 года входила в состав ныне упразднённой Городищенской волости района.